# Racine et Shakespeare
Pour les articles homonymes, voir Racine et Shakespeare (homonymie).
Racine et Shakespeare (1823-1825) est un pamphlet de Stendhal où il prend parti pour le romantisme contre le classicisme. Défendant l'idée d’une littérature moderne, il affirme que la règle des trois unités n'est pas nécessaire et fait l'apologie du théâtre en prose.
« Être romantique, c'est dédaigner les filiations consacrées, transgresser les interdits formels, ignorer les poétiques qui oppriment l'esprit et brident le génie, c'est choquer les habitudes, oser innover pour proposer des œuvres vivantes, en prise directe sur les urgences et les problèmes du jour : "Le romantique dans tous les arts, c'est ce qui représente les hommes d'aujourd'hui, et non ceux des temps héroïques si loin de nous, et qui probablement n'ont jamais existé." Bref, pour Stendhal, être romantique, c'est être résolument, absolument moderne. »